# مرسدس-بنز فینتیل

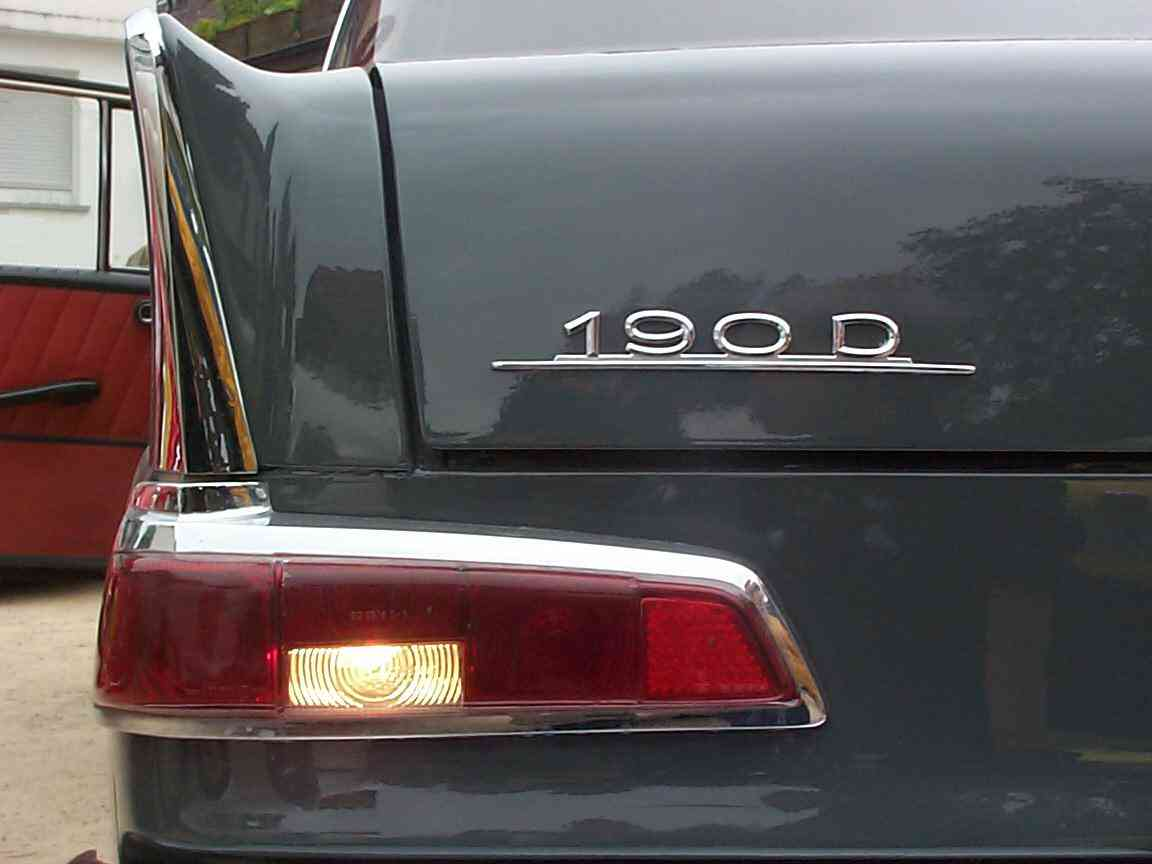
مرسدس بنز دبلیو ۱۱۰ سری فینتیل

مرسدس بنز فینتیل یا فین تیل (آلمانی: Heckflosse)، نام مستعاری برای خودروهای مرسدس بنز با اتاقهای شماره W112 W111، W110 در مدل‌های سدان در فاصله سالهای ۱۹۵۹ تا ۱۹۶۸ و در مدل‌های کوپه و کروک در سالهای ۱۹۶۱ تا ۱۹۷۱ است. سری‌های فینتیل جایگزنی برای سری‌های پونتون بودند که از سال ۱۹۵۳ تولید شده بودند.

## نام گذاری
فین تیل نام مستعاری است که به خاطر برآمدگی‌های دم باله‌ای شکلی در دو طرف انتهایی خودرو قراردارند به این مدل از خوردوهای بنز تعلق گرفته‌است. این برآمدگی‌ها که نسبت به مدلهای پیشین کشیده تر هستند به راننده کمک می‌کنند که هنگام دنده عقب گرفتن و نگاه کردن در آینه درک بهتری از فاصله داشته باشد.

## مدلها
- فینتیل‌های شش سیلندر سدان
  - سالهای ۱۹۵۹ تا ۱۹۶۸: مرسدس بنز W111 شامل مدلهای 220b, 220Sb, 220SEb, 230S
  - سالهای ۱۹۶۱ تا ۱۹۶۵: مرسدس بنز ۳۰۰اس ای(W112)
- فینتیل‌های چهار سیلندر سدان
  - سالهای ۱۹۵۹ تا ۱۹۶۸ :مرسدس بنز W110 شامل مدلهای 190c, 190Dc (1961–65), 200, 200D, ۲۳۰